# Guy de Maupassant
Henri René Albert Guy de Maupassant (pronunție: [gidəmopasɑ̃]) (n. 5 august 1850, Tourville-sur-Arques, Haute-Normandie, Franța – d. 6 iulie 1893, Passy⁠(d), Île-de-France, Franța) a fost un scriitor francez din secolul al XIX-lea. Este unul dintre precursorii povestirii moderne. Ca protégé al lui Flaubert, povestirile sale sunt caracterizate de economia stilului și un dénouement (deznodământ) eficient și natural. A scris de asemenea și șase nuvele. Mai multe dintre povestirile sale descriu inutilitatea războiului și pe civilii inocenți care sunt zdrobiți în calea sa - multe se desfășoară pe perioada Războiului Franco-Prusac din anii '1870.

## Biografie
Timpul este un tămăduitor infailibil care vindecă fără niciun leac rănile sufletului.
(Guy de Maupassant)
Unul dintre părinții povestirilor scurte și ai nuvelei, demn reprezentant al naturalismului francez, Guy de Maupassant s-a născut în ziua de 5 august 1850, la Dieppe, în Normandia atât de îndrăgită și pe care o va purta în suflet oriunde îl vor duce valurile vieții. A trăit și a scris într-o perioadă în care genul literar dominant devenise romanul, așa cum în prima jumătate a secolului al XIX-lea fusese poezia. Această deplasare spre epic este semnul unei noi orientări literare: dacă, prin definiție, lirismul este expresia eului, romanul trebuie, și este, expresia non-eului. Într-o perioadă istoricește scurtă, 1860-1890, se impune, ca o prelungire exacerbată a realis-mului lui Gustave Flaubert și a pozitivismului lui Hyppolite, Taine un nou curent literar, naturalismul. Chiar denumirea curentului, derivat de la „natura”, sugerează abordarea biologicului, primatul eredității în creionarea personajelor aflate în situații-limită. Naturalismul preia de la realism tehnica descrierii detaliate și obiective în prezentarea personajelor și a mediilor în care aceștia evoluează. Spre deosebire de realism, care pune accent pe mediul social ca element determinant, naturalismul dezvăluie aspectele sordide, sumbre, uneori chiar dezgustătoare, ale vieții. Personajele sunt fie alcoolici, fie criminali, târâți psihic sau fizic, în orice caz niște marginali al societății viciate.
Cei mai reprezentativi exponenți ai acestui curent literar născut în Franța, sunt Emile Zola, Guy de Maupassant, Roger Martin du Gard, precum și Theodor Dreiser în Statele Unite ale Americii. Odată cu naturalismul, romanul devine o oglindă fidelă a sufletului, un tablou exact al realității vieții, departe de confesiunile unui individ sau de jocul fanteziilor sale. Ținerea sub obroc a sensibilității dezlănțuite, scrutarea riguroasă a obiectelor și obiectivelor erau la îndemâna lui Maupassant, demn urmaș al lui Flaubert. Talent mai degrabă viguros decât rafinat, fără neliniști metafizice, Maupassant nu avea mari disponibilități afective, nici idei care să-l conducă la deformarea realității; nici inima nu-i pretindea să o hrănească cu iluzii, nici spiritul nu căuta răspunsuri sau vreo demonstrație. Format sub directa îndrumare a lui Flaubert, a învățat să surprindă caracterul original și particular al lucrurilor, să aleagă expresia care scoate la iveală acest caracter. Odată format după calapodul maestrului, Maupassant s-a apucat să scrie nuvele, povestiri scurte și romane, remarcabile prin acuitatea observației și prin simplitatea frustă și robustă a stilului. În cazul lui Maupassant, nu se poate vorbi de o filozofie profundă. El țintește latura urâtă din om, mediocritatea și violența lui, egoismul lui atroce, omul puternic și viclean în funcție de temperament și condiție socială vânând plăceri și bani, satisfacerea poftelor fizice și obținerea de bunuri materiale. În evoluția personajelor sale, nici urmă de excese filo-zofice, dar nici de excludere a priori a psihologiei. Personajele sunt trupuri, dar și spirite și suflete. Maupassant nu are deloc gustul, nici aptitudinea pentru rafinate analize psihologice. Scriitorul zugrăvește viața la suprafața ei, sugerând, prin mișcări și acțiuni, resorturile și forțele intime ale conștiinței. La el, totul este solid și real, nimic abstract. În fond, romanul filozofic este analitic, romanul lui Maupassant este sintetic.
Scriitorul debutează în anul 1880 cu un volum de versuri, de altfel singura tentativă de exprimare în notă lirică. Notorietatea o va dobândi odată cu apariția, în același an, a faimosului volum colectiv Serile de la Medan, în care este inclusă și nuvela Bulgăre de seu, o capodoperă a genului. Intriga acestei nuvele se desfășoară pe fundalul cuceririi orașului Dieppe de către prusaci, în timpul războiului franco-prusac din 1870. Elisabeth Rousset, o femeie de moravuri ușoare, poreclită Bulgăre de seu, datorită formelor sale plinuțe, scapă din mâinile unui ofițer prusac un grup de zece așa-zise persoane onorabile și respectabile, care obținuseră un permis de liberă trecere prin zona ocupată, în drum spre Le Havre din zona liberă. După ce își înfrânge sentimentele patriotice puțin desuete, ea admite să se culce cu ofițerul prusac. Numai că a doua zi, toți cei zece călători îi întorc spatele, așa că Bulgăre de seu se retrage, singură, într-un colț al diligenței, copleșită de disprețul unor ticăloși cinstiți. Experiența de soldat în războiul franco-prusac l-a determinat să-și exprime dezgustul provocat de ororile și nebunia războaielor.
În perioada 1875-1891, Maupassant a publicat în jur de trei sute de nuvele, unele adevărate bijuterii. Opera lui Maupassant prezintă toate mediile sociale și toate tipologiile ce cad succesiv sub lupa lui: țărani din Normandia natală, mici burghezi normanzi și parizieni, patroni și slujbași. Pe toți îi zugrăvește fără încrâncenare, dar și fără simpatie, uneori cu o urmă de dispreț care dă narațiunii o notă ironică, pe alocuri șfichiuitoare.
Câmpul experimental al scriitorului se lărgește odată cu marile romane: de la lupta fără scrupule pentru a parveni în viață, pentru bani și putere, din lumea politicii și a presei, ca în Bel-Ami, până la sondarea unor domenii mai sensibile, ca în Tare ca moartea. Către apusul vieții și al carierei s-a apropiat de fantastic, de miraculosul fiziologic și patologic. Alminterea, degradarea vizibilă a scriitorului impunea asemenea viziuni.
Bel-Ami, primul mare roman al lui Maupassant, publicat în 1885, sub formă de foileton în revista pariziană Gil Blas, urmărește ascensiunea socială a lui Georges Duroy, - bărbat ambițios și seducător, bel-homme, arivist și oportunist - de la un simplu funcționar la centrala căilor ferate a regiunii de Nord, până în vârful piramidei sociale pariziene, grație amantelor și cârdășiei dintre marea finanțare, politică și presă. Pe fundalul unei politici coloniale. Maupassant descrie cu minuțiozitate legăturile dintre capital, politică și presă, dar și influența femeilor, private de activitate politică prin Codul lui Napoleon, dar care, din umbră, lucrează pentru a impune ceea ce își doresc. Satira unei societăți minate de scandaluri politice de sfârșit de secol XIX, romanul se constituie și într-o mică monografie a presei pariziene, în măsura în care Maupassant prezintă experiența personală de reporter. Așa încât ascensiunea personajului central al romanului poate fi comparată cu propria lui ascensiune.
Bel-Ami respectă întru totul canoanele curentului naturalist, se circumscrie contextului geopolitic realist. De asemenea, este un roman al uceniciei prin faptul că personajul central reușește să se debaraseze de primele proiecte de viitor și să deprindă tehnica și mijloacele de realizare a unor noi aspirații. Bel-Ami este romanul care a sedus numeroși scena-riști și regizori de pe toate meridianele.
Pentru a avea o idee despre simplitatea stilistică îndrăzneață prin care Maupassant contrastează complexitatea trepidantei vieți pariziene, pânza de păianjen a relațiilor interumane, decăderea nobilimii la sfârșit de secol și ascensiunea marii burghezii cu ritmul lent al unei vieți cenușii, este suficient să menționăm romanul O viață, publicat în 1883. Este povestea unei femei, pe numele ei Jeanne, presărată cu puține bucurii mărunte și nenumărate decepții, cu slăbiciuni omenești care lasă răni adânci, o viață hrănită cu speranțe încăpățânate, și care, înșelată de un soț aparținând nobilimii locale, înșelată în așteptările ei și de fiu, se dedică cu o candoare sfâșietoare nepotului sortit, poate, să-i administreze o ultimă lecție de deziluzie amarnică, în caz că moartea nu o va scuti de această ultimă lovitură. Viața Jeannei este atât de verosimilă, atât de credibilă în mediocritatea, în contextul și calitatea ei încât capătă o valoare generală: tristețea ei se subsumează tristeții nenumăratelor vieți pe care le identificăm în spatele unui caz particular.
Scriitor prolific - peste 300 de nuvele și povestiri scurte, 6 romane, 3 piese de teatru, un volum de versuri și 3 volume de impresii de călătorie - Guy de Maupassant rămâne una din figurile de seamă ale literaturii franceze din secolul al XIX-lea.

## Opera
Realismul lui Maupassant, cu importante contaminări naturaliste în ceea ce privește predilecția pentru patologic, monstruos, macabru, mai ales în nuvele și povestiri, se fundamentează - după exprimarea proprie - pe „viziunea cea mai complexă, mai pătrunzătoare, mai adâncă decât realitatea însăși”.
Proza sa scurtă se caracterizează prin șlefuirea și concizia expresiei alese, cu deosebită siguranță, restrânsă la elementele esențiale, dând impresia simplității până la prozaism și banalitate în reprezentarea obiectiv-neutră, uneori cu accente ironice, satirice ori sarcastice, a mediului mic-burghez ori a celui funcționăresc parizian, a nobilimii mărunte ori a lumii declasaților, cu preocuparea constantă de a reliefa umanitatea oamenilor simpli.
Romanele sale, mai aproape de realism prin construcție și tematică, ilustrează darul de analist al mediilor și psihologiilor.

### Romane
- 1883: O viață (Une vie);
- 1885: Bel-Ami;
- 1887: Mont-Oriol;
- 1888: Pierre și Jean (Pierre et Jean);
- 1889: Tare ca moartea (Fort comme la mort);
- 1890: Inima noastră (Notre cœur).

### Proză scurtă
- 1881: Casa Tellier (La maison Tellier);
- 1882: Domnișoara Fifi (Mademoiselle Fifi);
- 1883: Povestirile becaței (Contes de la bécasse);
- 1884: Les sœurs Rondoli ("Surorile Rondoli");
- 1884: Miss Harriet;
- 1884: Clair de lune ("Clar de lună");
- 1885: Toine;
- 1885: Yvette;
- 1887: Le Horla.

### Traduceri
- Guy de Maupassant, Misterul, București, 1929, traducere de Eugeniu Boureanul
- Guy de Maupassant, Răzbunarea mamei, București, 1929, traducere de Eugeniu Boureanul

Referințe critice
Ventura, Răzvan, Dublul și paternitatea la Maupassant, Iași, Junimea, 2021